# Nothocasis nigrofasciata
Nothocasis nigrofasciata är en fjärilsart som beskrevs av Ludwig Osthelder 1929. Nothocasis nigrofasciata ingår i släktet Nothocasis och familjen mätare. Inga underarter finns listade i Catalogue of Life.